# Yu Zhengsheng
Yu Zhengsheng ( /juː dʒʌŋˈʃʌŋ/ ;  Chinese    ; nascido em 5 de abril de 1945) é um político chinês aposentado. Entre 2013 e 2018, ele atuou como presidente da Conferência Consultiva Política do Povo Chinês  (CPPCC), um órgão consultivo político amplamente cerimonial. Entre 2012 e 2017, Yu era um membro do Comitê Permanente do Politburo, de facto mais alto órgão de decisão da China.
Antes de ganhar destaque nacionalmente, Yu atuou como Secretário do Partido Comunista de Hubei e Secretário do Partido de Xangai, um dos escritórios regionais mais importantes da China. Yu tornou-se membro do Politburo em novembro de 2002.

## Carreira
Yu Zhengsheng nasceu no coração revolucionário comunista de Yan'an em 1945, filho de Yu Qiwei (mais conhecido como Huang Jing), um revolucionário comunista, e Fan Jin, jornalista de linha de frente. A família de Yu era originalmente de Shaoxing, província de Zhejiang. Ele se formou na Academia Militar de Engenharia de Harbin, especializada no design de mísseis automatizados. Em dezembro de 1968, ele foi enviado para trabalhar em Zhangjiakou, Hebei. Até meados da década de 1980, sua concentração profissional era em engenharia eletrônica . Em 1984, ele foi convidado pelo filho de Deng Xiaoping, Deng Pufang, para assumir um papel de liderança no Fundo para Pessoas com Deficiência.
Em 1985, Yu foi enviado a Shandong para se tornar secretário adjunto do partido de Yantai na província de Shandong. Em 1987, ele foi nomeado prefeito de Yantai aos 42 anos. Em 1992, ele foi nomeado chefe do partido de Qingdao e membro do Comitê Permanente do Partido da província de Shandong; ele era conhecido por ter liberado sua renda salarial, situação habitacional e presentes que recebeu na televisão.

Ele não conseguiu garantir a eleição para o Comitê Central em 1992, sendo posteriormente enviado para se tornar chefe do Partido em Qingdao . Qingdao foi aprovada como uma cidade sub-provincial em 1997. Yu atuou como Vice-Ministro da Construção quando foi chamado de volta a Pequim em 1997, e um ano depois foi promovido ao cargo de Ministro. Ele permaneceu nessa posição no gabinete de Zhu Rongji de 1998 a 2001. Ele se tornou membro do poderoso Politburo do Partido Comunista da China em novembro de 2002, enquanto atuava como chefe do partido em Hubei . Yu era o único chefe do partido Hubei desde que as reformas econômicas começaram a ocupar um assento no Politburo.